# Togekspeditionssted
Et togekspeditionssted er et fagudtryk inden for dansk jernbanedrift, der både omfatter stationer og holdesteder.
Almindeligt opfattes en (jernbane)station som et sted hvor passagerer kan stige af og på tog eller gods kan ekspederes. Der findes dog også stationer, der etableret alene af hensyn til driften, f.eks. Ølsemagle Station og Snoghøj Station.

## Stationer
En station er et togekspeditionssted, der hele eller dele af døgnet deltager i den sikkerhedsmæssige afvikling af toggangen. En station har centralsikring og er dækket af indkørselssignaler (I-signaler) eller venstresporindkørselssignaler (VI-signaler).
En station er togfølgestation når den deltager i den sikkerhedsmæssige afvikling af toggangen. Den er kan være lukket (i togfri tidsrum) og den kan være ubetjent (i togtid) og deltager da ikke i den sikkerhedsmæssige afvikling af toggangen. En ubetjent station hører til den fri bane.

## Holdesteder
Et holdested er et togekspeditionssted, som ikke deltager i den sikkerhedsmæssige afvikling af toggangen, og derfor hører til den fri bane. Holdesteder deles i sidespor (med og uden dækningssignal) og trinbræt. Et trinbræt er et holdested uden sikring, hvor passagerudveksling kan finde sted. Et trinbræt kan ligge helt eller delvist på en station. (De fleste ligger dog på fri bane.)